# Prirechenski
Prirechenski (del ruso: Приреченский) es un posiólok del ókrug urbano de Goriachi Kliuch del krai de Krasnodar, en las estribaciones noroccidentales del Cáucaso, en Rusia. Está situado en la orilla izquierda del río Psékups, afluente del Kubán, 16 km al norte de Goriachi Kliuch, y 38 km al sureste de Krasnodar. Tenía 1 162 habitantes en 2010.
Pertenece al municipio  Sarátovskoye.

## Transporte
Al oeste de la localidad pasa la carretera federal M4 Don Moscú-Novorosíisk.